# Championnats du monde juniors d'athlétisme 1986
Navigation
Édition suivante
Les 1ers Championnats du monde juniors d'athlétisme ont eu lieu du 16 au 20 juillet 1986 au Stade olympique d'Athènes, en Grèce. Quarante-et-une épreuves figurent au programme (23 masculines et 18 féminines).

## Résultats

### Hommes
| Épreuves          | Or                                                                           | Argent                                                                              | Bronze                                                                             |
| 100 m             | Derrick Florence (USA) 10 s 17                                               | Stanley Kerr (USA) 10 s 23                                                          | Jamie Henderson (GBR) 10 s 34                                                      |
| 200 m             | Stanley Kerr (USA) 20 s 74                                                   | Derrick Florence (USA) 21 s 12                                                      | Steve McBain (AUS) 21 s 21                                                         |
| 400 m             | Miles Murphy (AUS) 45 s 64                                                   | Roberto Hernández (CUB) 45 s 64                                                     | Edgar Itt (FRG) 45 s 72                                                            |
| 800 m             | David Sharpe (GBR) 1 min 48 s 32                                             | Manuel Balmaceda (CHI) 1 min 48 s 91                                                | Andrey Sudnik (URS) 1 min 48 s 93                                                  |
| 1 500 m           | Wilfred Kirochi (KEN) 3 min 44 s 62                                          | Peter Rono (KEN) 3 min 45 s 62                                                      | Johan Boakes (GBR) 3 min 45 s 80                                                   |
| 5 000 m           | Peter Chumba (KEN) 13 min 55 s 25                                            | Alejandro Gómez (ESP) 13 min 55 s 94                                                | Feyisa Melese (ETH) 13 min 56 s 45                                                 |
| 10 000 m          | Peter Chumba (KEN) 28 min 44 s 00                                            | Juma Munyampanda (TAN) 28 min 45 s 14                                               | Debebe Demisse (ETH) 28 min 49 s 09                                                |
| 20 km             | Tadesse Gebre (ETH) 1 h 02 min 32                                            | Juma Munyampanda (TAN) 1 h 01 min 45                                                | Negash Dube (KEN) 1 h 04 min 23                                                    |
| 110 m haies       | Colin Jackson (GBR) 13 s 44                                                  | Jon Ridgeon (GBR) 13 s 91                                                           | Emilio Valle (CUB) 14 s 00                                                         |
| 400 m haies       | Emilio Valle (CUB) 50 s 02                                                   | Hiroshi Kakimori (JPN) 50 s 09                                                      | Pascal Maran (FRA) 50 s 39                                                         |
| 2 000 m steeple   | Jon Azkueta (ESP) 5 min 28 s 56                                              | Johnstone Kipkoech (KEN) 5 min 29 s 56                                              | Jens Volkmann (FRG) 5 min 29 s 60                                                  |
| 10 km marche      | Mikhail Shchennikov (URS) 40 min 38 s 01                                     | Salvatore Cacia (ITA) 40 min 40 s 73                                                | Ricardo Pueyo (ESP) 40 min 41 s 05                                                 |
| 4 × 100 m         | Royaume-Uni Jamie Henderson Phil Goedluck David Kirton Jon Ridgeon 39 s 80   | Allemagne de l'Ouest Matthias Schlicht Frank Kobor Oliver Schmidt Ingo Todt 39 s 81 | Pologne Jarosław Kaniecki Tomasz Jędrusik Jacek Konopka Marek Parjaszewski 39 s 98 |
| 4 × 400 m         | États-Unis Clifton Campbell Chip Rish Percy Waddle William Reed 3 min 1 s 90 | Cuba Luis Cadogan Eulogio Mordoche Ramiro González Roberto Hernández 3 min 4 s 22   | Jamaïque Anthony Christie Thomas Mason Howard Davis Lyndale Patterson 3 min 5 s 16 |
| Saut en hauteur   | Javier Sotomayor (CUB) 2,25 m                                                | Hollis Conway (USA) 2,22 m                                                          | Thomas Müller (GDR) 2,22 m                                                         |
| Triple saut       | Igor Parygin (URS) 16,97 m                                                   | Zdravko Dimitrov (BUL) 16,13 m                                                      | Du Benghong (CHN) 16,00 m                                                          |
| Saut en longueur  | Dietmar Haaf (GDR) 7,93 m                                                    | Ivo Krsek (TCH) 7,87 m                                                              | Thomas Wolf (GDR) 7,77 m                                                           |
| Saut à la perche  | Igor Potapovich (URS) 5,50 m                                                 | Delko Lesev (BUL) 5,40 m                                                            | Mike Thiede (GDR) 5,30 m                                                           |
| Lancer du poids   | Aleksejs Lukašenko (URS) 18,90 m                                             | Vyacheslav Lykho (URS) 18,71 m                                                      | Radoslav Despotov (BUL) 18,17 m                                                    |
| Lancer du disque  | Vasil Baklarov (BUL) 60,60 m                                                 | Werner Reiterer (AUS) 58,64 m                                                       | Vasiliy Kaptyukh (URS) 58,22 m                                                     |
| Lancer du marteau | Vitaliy Alisevich (URS) 72,00 m                                              | Valeriy Gubkin (URS) 71,78 m                                                        | Sabin Khristov (BUL) 68,96 m                                                       |
| Lancer du javelot | Vladimir Sasimovich (URS) 78,84 m                                            | Mark Roberson (GBR) 74,24 m                                                         | Gavin Lovegrove (NZL) 74,22 m                                                      |
| Décathlon         | Petri Keskitalo (FIN) 7 623 points                                           | Mike Smith (CAN) 7 523 points                                                       | Nikolay Zayats (URS) 7 509 points                                                  |

### Femmes
| Épreuves          | Or                                                                                     | Argent                                                                                     | Bronze |
| 100 m             | Tina Iheagwam (NGA) 11 s 34                                                            | Caryl Smith (USA) 11 s 46                                                                  | Maicel Malone (USA) 11 s 49                                                                                 |
| 200 m             | Falilat Ogunkoya (NGA) 23 s 11                                                         | Mary Onyali (NGA) 23 s 30                                                                  | Katrin Krabbe (GDR) 23 s 31                                                                                 |
| 400 m             | Susann Sieger (GDR) 52 s 02                                                            | Olga Pesnopevtseva (URS) 52 s 17                                                           | Sandie Richards (JAM) 52 s 23                                                                               |
| 800 m             | Selina Chirchir (KEN) 2 min 01 s 40                                                    | Gabriela Sedláková (TCH) 2 min 01 s 49                                                     | Adriana Dumitru (ROU) 2 min 01 s 93                                                                         |
| 1 500 m           | Ana Padurean (ROU) 4 min 14 s 63                                                       | Selina Chirchir (KEN) 4 min 15 s 59                                                        | Snežana Pajkić (YUG) 4 min 16 s 03                                                                          |
| 3 000 m           | Cleopatra Palacian (ROU) 9 min 02 s 91                                                 | Philippa Mason (GBR) 9 min 03 s 35                                                         | Dorina Calenic (ROU) 9 min 06 s 94                                                                          |
| 10 000 m          | Katrin Kley (GDR) 33 min 19 s 67                                                       | Nora Maraga (KEN) 33 min 57 s 99                                                           | Marleen Renders (BEL) 33 min 59 s 36                                                                        |
| 100 m haies       | Heike Tillack (GDR) 13 s 10                                                            | Aliuska López (CUB) 13 s 14                                                                | Tanya Davis (USA) 13 s 46                                                                                   |
| 400 m haies       | Claudia Bartl (GDR) 56 s 76                                                            | Kellie Roberts (USA) 56 s 80                                                               | Svetlana Lukashevich (URS) 57 s 92                                                                          |
| 4 × 100 m         | États-Unis Carlette Guidry Caryl Smith Denise Liles Maicel Malone 43 s 78              | Allemagne de l'Est Ina Morgenstern Katrin Krabbe Britta Beisbier Heike Tillack 43 s 97     | Nigeria Tina Iheagwam Caroline Nwajei Falilat Ogunkoya Mary Onyali 44 s 13                                  |
| 4 × 400 m         | États-Unis Gisele Harris Kandice Princhett Tasha Downing Janeene Vickers 3 min 30 s 45 | Allemagne de l'Est Heike Böckmann Claudia Bartl Katja Prochnow Susann Sieger 3 min 30 s 90 | Union soviétique Svetlana Lukashevich Marina Khripankova Tatyana Chebykina Olga Pesnopevtseva 3 min 32 s 35 |
| 5 km marche       | Wang Yan (CHN) 22 min 03 s 65                                                          | Natalya Zykova (URS) 22 min 17 s 76                                                        | Jin Bingjie (CHN) 22 min 17 s 83                                                                            |
| Saut en longueur  | Patricia Bille (GDR) 6,70 m                                                            | Anu Kaljurand (URS) 6,46 m                                                                 | Tatyana Ter-Mesrobyan (URS) 6,39 m                                                                          |
| Saut en hauteur   | Karen Scholz (GDR) 1,92 m                                                              | Galina Astafei (ROU) 1,90 m                                                                | Yelena Obukhova (URS) 1,88 m                                                                                |
| Lancer du poids   | Heike Rohrmann (GDR) 18,39 m                                                           | Stephanie Storp (FRG) 18,20 m                                                              | Ines Wittich (GDR) 18,19 m                                                                                  |
| Lancer du disque  | Ilke Wyludda (GDR) 64,02 m                                                             | Franka Dietzsch (GDR) 60,26 m                                                              | Min Chunfeng (CHN) 54,00 m                                                                                  |
| Lancer du javelot | Xiomara Rivero (CUB) 62,86 m                                                           | Anja Reiter (GDR) 60,24 m                                                                  | Alexandra Beck (GDR) 59,92 m                                                                                |
| Heptathlon        | Svetla Dimitrova (BUL) 6 041 points                                                    | Marina Shcherbina (URS) 5 953 points                                                       | Anke Schmidt (GDR) 5 900 points                                                                             |